# جيف ماتسودا
جيف ماتسودا (بالإنجليزية: Jeff Matsuda)‏ هو رسام رسوم متحركة أمريكي، ولد في 1970.

## وصلات خارجية
- الموقع الرسمي
- جيف ماتسودا على موقع IMDb (الإنجليزية)
- جيف ماتسودا على موقع قاعدة بيانات الفيلم (الإنجليزية)